# Apelsteine

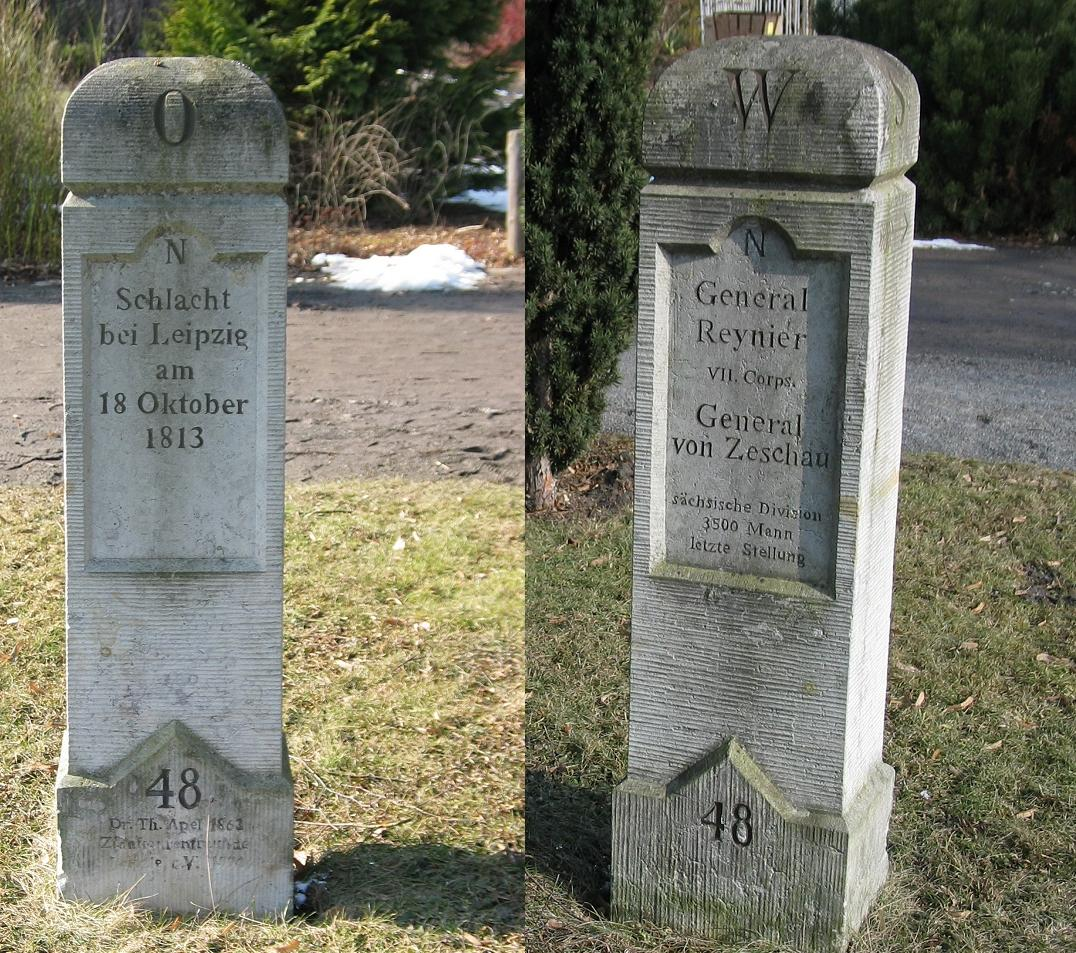
Vorder- und Rückseite eines typischen Apelsteins

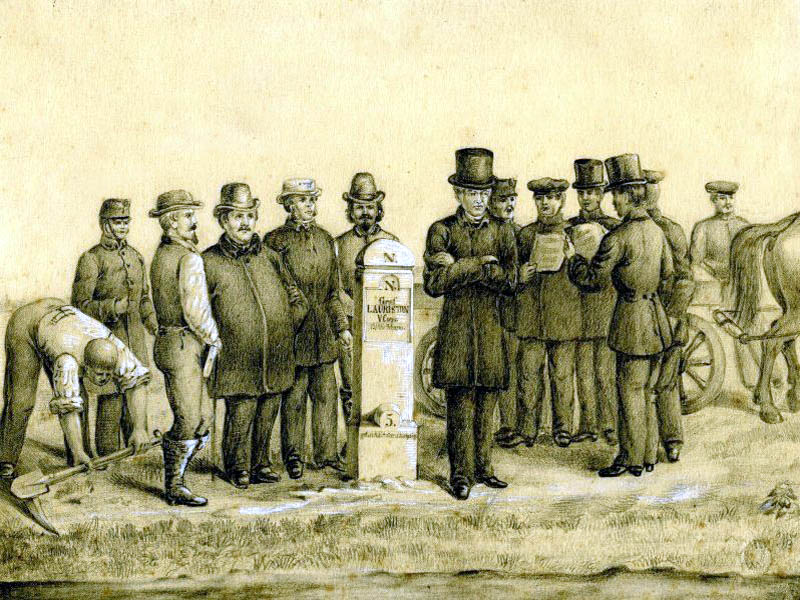
Theodor Apel 1861 bei der Einweihung des Steins Nr. 5

Zum Gedenken an die Völkerschlacht bei Leipzig im Jahr 1813 wurden an wichtigen Orten der Kämpfe sogenannte Apelsteine aufgestellt, benannt nach ihrem Initiator, dem Leipziger Bürger und Schriftsteller Theodor Apel (1811–1867). Insgesamt gibt es in Leipzig und Umgebung 50 solcher Denkmale.

## Geschichte
Apel ließ in den Jahren 1861 bis 1864 aus eigenen Mitteln 44 dieser Marksteine aufstellen. Sechs weitere wurden danach aus privater Hand, aus einer Stiftung Apels und von Vereinen errichtet.
Die Apelsteine sind ursprünglich rechteckige Säulen aus Sandstein von etwa 1,5 m Höhe. Für die Stellungen der Koalitionstruppen sind die Steine mit einem spitzen Kopf (umgekehrtes V für Verbündete) sowie dem Buchstaben V und für die napoleonischen Truppen mit einem runden Kopf und einem N versehen. Die Inschriften der Steine zeigen auf der dem Schlachtfeld zugewandten Seite den Namen und das Datum des jeweiligen Gefechts und auf der anderen die Namen der Heerführer sowie die Truppenbezeichnung und -stärke. Zwei Pfeile an den Schmalseiten bezeichnen den Verlauf der Front. An den Köpfen der Steine sind die Himmelsrichtungen angegeben. Bis zur Nr. 42 wurde auch die Regel eingehalten, dass den Koalitionstruppen die geraden und den napoleonischen die ungeraden Nummern zugeordnet wurden.
Da sich der Sandstein als wenig widerstandsfähig erwies und die Bautätigkeit die zunächst außerhalb der Stadt stehenden Steine erreichte, wurde bereits im 19. Jahrhundert damit begonnen, zahlreiche der Steine durch Kopien (zum Teil mehrfach und auch aus härterem Material) zu ersetzen und sie gegebenenfalls etwas vom Originalplatz abweichend aufzustellen. Dabei wurde vielfach von der Größe und mitunter auch von der Form der Originale abgewichen, wie zum Beispiel durch nach oben verjüngte Steine im Leipziger Westen oder durch Sockel und Aufsätze. Beim Kopieren schlichen sich auch einige Textfehler ein.

## Standorte und Inschriften
| Nr. | N / V | Lage | Bild | Inschrift Vorderseite | Inschrift Rückseite                                                                                          |
| --- | ----- | --- | ---- | --- | --- |
| 1   | N     | Wachau, Bornaer Chaussee, 150 m südlich der Einmündung Apelsteinallee Koordinaten: 51° 16′ 47,4″ N, 12° 25′ 53″ O |      | VICTOR, HERZ. v. BELUNO, II. Corps, 20000 M                                                                                | Schlacht bei WACHAU, 16. October 1813                                                                        |
| 2   | V     | Straße Güldengossa–Liebertwolkwitz, 1 km nördlich von Güldengossa, neben Russisch-Preußischem Denkmal Koordinaten: 51° 15′ 53,5″ N, 12° 26′ 49,4″ O                                                                         |      | Prinz Eugen von Württemberg, 10.000 M                                                                                      | Schlacht bei WACHAU, 16. Oktober 1813                                                                        |
| 3   | N     | Dösen, Kreuzung Markkleeberger Straße / Eigenheimstraße Koordinaten: 51° 17′ 3,5″ N, 12° 24′ 28,7″ O |      | AUGEREAU, Herzog v.Gastilione, IX. Corps, 10000 M.                                                                         | Schlacht bei WACHAU, 16. Oktober 1813                                                                        |
| 4   | V     | Rundweg um den Markkleeberger See, bei der Crostewitzer Höhe Koordinaten: 51° 15′ 34,2″ N, 12° 24′ 6,7″ O Das Original steht im Museum Torhaus Markkleeberg Koordinaten: 51° 16′ 39,9″ N, 12° 23′ 21,8″ O                   |      | General v. KLEIST, 10000 Mann                                                                                              | Schlacht bei WACHAU, 16. October 1813                                                                        |
| 5   | N     | Bornaer Straße (Verbindung Wachau–Liebertwolkwitz), an der Brücke über die S 242 Koordinaten: 51° 16′ 52,7″ N, 12° 27′ 3″ O                                                                                                 |      | Graf LAURISTON, V. Corps, 15000 M.                                                                                         | Schlacht bei WACHAU, 16. Oktober 1813                                                                        |
| 6   | V     | S 43 (Verbindung Güldengossa–Großpösna), 900 m vor Großpösna Koordinaten: 51° 15′ 39,7″ N, 12° 28′ 39,8″ O |      | Fürst GORTSCHAKOFF, 9000 M.                                                                                                | Schlacht bei WACHAU, am 16. Oktober 1813                                                                     |
| 7   | N     | Holzhausen, Auf dem Kolmberg, 650 m vom Abzweig von der Naunhofer Landstraße Koordinaten: 51° 17′ 23,3″ N, 12° 29′ 21,3″ O                                                                                                  |      | MACDONALD, Herzog von Tarent, XI. Corps, 15000 M                                                                           | Schlacht bei WACHAU am 16. Oktober 1813                                                                      |
| 8   | V     | Großpösna, Querstraße, 80 m südlich der Fuchshainer Straße Koordinaten: 51° 16′ 24,1″ N, 12° 30′ 18″ O |      | General Klenau, 9. Oest•Corps, 24000 M                                                                                     | Schlacht bei WACHAU, 16. October 1813                                                                        |
| 9   | N     | Liebertwolkwitz, Liprandisdorfer Straße, 70 m vom Abzweig Ostende Koordinaten: 51° 17′ 4,9″ N, 12° 28′ 9,6″ O |      | Mortier, Herzog von Treviso, 2 Divisionen d. jung. Garde, 12000 Mann                                                       | Schlacht bei Wachau, 16. October 1813                                                                        |
| 10  | V     | Auenhainer Straße, am Gewerbegebiet Güldengossa Koordinaten: 51° 15′ 31″ N, 12° 27′ 44,4″ O |      | Graf PAHLEN III., 3000 Reiter                                                                                              | Schlacht bei WACHAU, 16. Oktober 1813                                                                        |
| 11  | N     | Markkleeberg-Ost, Rilkestraße, Abzweig Gorkistraße Koordinaten: 51° 16′ 29,9″ N, 12° 24′ 8,3″ O |      | Fürst PONIATOWSKI, VIII. Corps, 8000 M.                                                                                    | Schlacht bei Wachau am 16. Oktober 1813                                                                      |
| 12  | V     | Großdeuben, Zehmener Straße, am Pleiße-Radweg an der Brücke Koordinaten: 51° 14′ 20,6″ N, 12° 23′ 13,4″ O |      | General BIANCHI, österr. Reserve                                                                                           | Schlacht bei Wachau am 16. Oktober 1813                                                                      |
| 13  | N     | Wachau, Dösener Weg, 180 m vom Abzweig Leinestraße, am alten Friedhof Koordinaten: 51° 17′ 0,4″ N, 12° 25′ 0,6″ O Das Original steht am Torhaus Dölitz Koordinaten: 51° 17′ 15″ N, 12° 23′ 15,4″ O                          |      | OUDINOT, Herzog von Reggio, 3. u. 4. Division der jungen Garde, 12000 M.                                                   | Schlacht bei Wachau am 16. Oktober 1813                                                                      |
| 14  | V     | Lindenthal, An der Hufschmiede / Lindenthaler Hauptstraße Koordinaten: 51° 23′ 40,3″ N, 12° 20′ 17,4″ O |      | Gen. Lieut. St. Priest, 12000 M Russen                                                                                     | Schlacht bei Möckern, am 16. Oktober 1813                                                                    |
| 15  | N     | Gohlis, Max-Liebermann-Straße / Landsberger Straße Koordinaten: 51° 22′ 31,6″ N, 12° 21′ 39,7″ O |      | General COMPANS, I. Division                                                                                               | Schlacht bei Möckern am 16. Oktober 1813                                                                     |
| 16  | V     | Lindenthal, Salzstraße, vor dem Friedhof Koordinaten: 51° 23′ 57,6″ N, 12° 20′ 43,6″ O |      | General Graf LENGERON, 18500 M. Russen                                                                                     | Schlacht bei MÖCKERN am 16. Oktober 1813                                                                     |
| 17  | N     | Möckern, Georg-Schumann-Straße, vor Haus Nr. 206 Koordinaten: 51° 22′ 6,2″ N, 12° 20′ 30,8″ O |      | General LAGRANGE, II. Division                                                                                             | Schlacht bei MÖCKERN 16. Oktober 1813                                                                        |
| 18  | V     | Lindenthal, Weststraße / Edmond-Kaiser-Straße Koordinaten: 51° 23′ 9,6″ N, 12° 19′ 18,8″ O |      | Gen. Lieut. v. SACKEN, 9000 M Russen                                                                                       | Schlacht bei MÖCKERN am 18.(!) October 1813                                                                  |
| 19  | N     | Gohlis, Max-Liebermann-Straße, gegenüber Stadion des Friedens Koordinaten: 51° 22′ 33,3″ N, 12° 22′ 18,2″ O |      | General FREDERIC, 3. Division                                                                                              | Schlacht bei Möckern am 16. Oktober 1813                                                                     |
| 20  | V     | Wahren, Linkelstraße, Grünanlage Ecke Georg-Schumann-Straße Koordinaten: 51° 22′ 28″ N, 12° 19′ 22,2″ O |      | Generallieutenant von York, I. preuß. Armeecorps, 21500 Mann                                                               | SCHLACHT bei Möckern am 16. Oktober 1813                                                                     |
| 21  | N     | Wiederitzsch, Delitzscher Landstraße / Seehausener Straße Koordinaten: 51° 23′ 34,6″ N, 12° 22′ 30,5″ O |      | General DOMBROWSKI, General SOUHAM, General DELMAS, v. III. Corps, zus. 12000 M                                            | Schlacht bei MÖCKERN am 16. Oktober 1813                                                                     |
| 22  | V     | Lindenau, Saalfelder Straße, 50 m südöstlich der Demmeringstraße Koordinaten: 51° 19′ 57″ N, 12° 19′ 1,2″ O |      | General Graf GYULAI, III. öster. Corps. 17.000 M.                                                                          | Gefecht bei Lindenau, 16. October 1813                                                                       |
| 23  | N     | Lindenau, Karl-Heine-Straße/Karl-Heine-Platz, 150 m westlich vom Felsenkeller Koordinaten: 51° 19′ 56,3″ N, 12° 20′ 11,2″ O                                                                                                 |      | General Graf BERTRAND, IV. Corps, 10000 M.                                                                                 | Gefecht bei Lindenau am 16. Oktober 1813                                                                     |
| 24  | V     | Leutzsch, Benediktusstraße, vor der Schwimmhalle Koordinaten: 51° 20′ 48,1″ N, 12° 18′ 43,4″ O |      | Prinz von Hessen-Homburg, I. Colonne vom III. Österr. Corps                                                                | Zur Erinnerung an die Völkerschlacht zu Leipzig, Gefecht bei Lindenau am 16. Oktober 1813                    |
| 25  | N     | Möckern, Georg-Schumann-Straße / Seelenbinderstraße Koordinaten: 51° 21′ 57,5″ N, 12° 20′ 59,5″ O |      | MARMONT Herz. v. Bagusa (richtig Ragusa), VI. Corps, 18.000 M                                                              | Schlacht bei MÖCKERN, 16. Oktober 1813                                                                       |
| 26  | V     | Plagwitz, Antonienstraße / Wachsmuthstraße, 80 m westlich vom „Adler“ Koordinaten: 51° 19′ 13,7″ N, 12° 19′ 44,9″ O |      | Fürst M. Liechtenstein, I. österr. leichte Division, 5500 M.                                                               | Zur Erinnerung an die Völkerschlacht bei Leipzig, Gefecht bei Lindenau, 18.(!) October 1813                  |
| 27  | N     | Holzhausen, Stötteritzer Landstraße / Mölkauer Straße Koordinaten: 51° 18′ 36,4″ N, 12° 27′ 8,6″ O |      | MACDONALD, XI.Corps. 12000 M.                                                                                              | Schlacht bei LEIPZIG am 18. Oktober 1813                                                                     |
| 28  | V     | Baalsdorf, Kurt-Hänselmann-Weg, am Abzweig von der Baalsdorfer Straße Koordinaten: 51° 19′ 6,6″ N, 12° 28′ 30,7″ O |      | Gener. Graf BENNIGSEN, III. Colonne, 65000 M                                                                               | Schlacht bei LEIPZIG am 18. Oktober 1813                                                                     |
| 29  | N     | Schönefeld, Theklaer Straße, nahe Lazarusstraße Koordinaten: 51° 21′ 40,4″ N, 12° 25′ 10,6″ O |      | Marschall Marmont, VI. Corps, 15000 M                                                                                      | Kampf um Schönefeld am 18. Oktober 1813                                                                      |
| 30  | V     | Schönefeld, Theklaer Straße / Stöhrerstraße Koordinaten: 51° 21′ 57,6″ N, 12° 25′ 21,8″ O |      | Gener. Graf LANGERON, 30000 M.                                                                                             | Sturm auf SCHÖNEFELD am 18. Oktober 1813                                                                     |
| 31  | N     | Probstheida, Dösener Straße, nahe Prager Straße Koordinaten: 51° 18′ 15,8″ N, 12° 25′ 27,9″ O |      | Victor Lauriston, II. und V. Corps, 30000 Mann                                                                             | Schlacht bei Leipzig, 18. October 1813                                                                       |
| 32  | V     | Liebertwolkwitz, Monarchenhügel, neben „Denkmal am Monarchenhügel“ Koordinaten: 51° 17′ 32,1″ N, 12° 26′ 39,8″ O |      | Gener. BARCLAI de TOLLY, II. Colonne, 50.000 M.                                                                            | Schlacht bei Leipzig am 18. Oktober 1813                                                                     |
| 33  | N     | Lößnig, Bornaische Straße / Liechtensteinstraße Koordinaten: 51° 17′ 55,6″ N, 12° 23′ 6,6″ O Das Original steht am Torhaus Dölitz Koordinaten: 51° 17′ 15″ N, 12° 23′ 15,4″ O                                               |      | PONIATOWSKI, AUGEREAU, VIII. u. IX. CORPS; OUDINOT, III. u. IV DIVISION D. JUNG. GARDE, 30000 M >                          | SCHLACHT BEI LEIPZIG, 18. OKTOBER 1813                                                                       |
| 34  | V     | Dölitz, Bornaische Straße / Leinestraße Koordinaten: 51° 17′ 14,2″ N, 12° 23′ 33,9″ O |      | Erbprinz von Hessen-Homburg, später General von Nostiz, I. Colonne, 50000 Mann                                             | Schlacht bei Leipzig, 18. October 1813                                                                       |
| 35  | N     | Lindenau, Endersstraße / Schadowstraße Koordinaten: 51° 20′ 7,6″ N, 12° 19′ 53,8″ O |      | Marschall MORTIER, 1. u. 2. Div. d. j. G., 10000 M.                                                                        | Schlacht bei Leipzig am 18. Oktober 1813                                                                     |
| 36  | V     | Eutritzsch, Delitzscher Straße, vor Haus Nr. 34 Koordinaten: 51° 21′ 42,9″ N, 12° 22′ 53,8″ O |      | Gen. v. Blücher, V. Colonne, Schles. Armee, 25000 M                                                                        | Schlacht bei LEIPZIG am 18. Octbr. 1813                                                                      |
| 37  | N     | Zentrum-Nord, Nordplatz, Südwest-Ecke Koordinaten: 51° 21′ 6,9″ N, 12° 22′ 25,7″ O |      | General DOMBROWSKI, 5000 M                                                                                                 | Schlacht bei LEIPZIG, 18. October 1813                                                                       |
| 38  | V     | Heiterblick, Torgauer Straße / Leupoldstraße Koordinaten: 51° 21′ 37,1″ N, 12° 26′ 37,4″ O |      | Bernadotte CARL JOHANN Kronprinz v. Schweden, 50000 M.                                                                     | Schlacht bei LEIPZIG am 18. Oktober 1813                                                                     |
| 39  | N     | Mölkau, Engelsdorfer Straße, im historischen Bergfriedhof Koordinaten: 51° 19′ 57,6″ N, 12° 26′ 48,1″ O |      | General Reynier, VII. Corps, 10.000 M.                                                                                     | Schlacht bei LEIPZIG am 18. Oktober 1813                                                                     |
| 40  | V     | Paunsdorf, An den Theklafeldern, 30 m vor Weg in Verlängerung der Waldkerbelstraße, vor Gartenanlage Koordinaten: 51° 21′ 35,9″ N, 12° 27′ 12,7″ O                                                                          |      | Capitain BOGUE, englische Raketenbatterie                                                                                  | Schlacht bei LEIPZIG am 18. Oktober 1813                                                                     |
| 41  | N     | Schönefeld, Torgauer Straße, Eingang Park Volksgarten Koordinaten: 51° 20′ 58″ N, 12° 25′ 16,5″ O |      | NEY, Prinz v. d. MOSKWA, linker Franz. Flügel                                                                              | Schlacht bei LEIPZIG am 18. Oktober 1813                                                                     |
| 42  | V     | Reudnitz, Dresdner Straße / Stephaniplatz Koordinaten: 51° 20′ 20,7″ N, 12° 23′ 59,1″ O Das Original steht hinter der Gaststätte „Völkerschlachtdenkmal“ im Wilhelm-Külz-Park Koordinaten: 51° 18′ 54,8″ N, 12° 24′ 35,3″ O |      | General BUELOW (später) Graf v. DENNEWITZ, III. preuß. Corps, 29000 Mann                                                   | Sturm auf LEIPZIG am 19. Oktober 1813                                                                        |
| 43  | V     | Anger-Crottendorf, Volkshain Stünz, westlich des Teiches Koordinaten: 51° 20′ 13,7″ N, 12° 25′ 46,7″ O |      | Major Carl Friccius, Mit Gott für König und Vaterland, 3. Königsberger Bataillon des 3. ostpreuss. Landwehr Inf. Regiments | letzte Rast in der Nacht vom 18. zum 19. Octbr. 1813 vor dem Sturm auf Leipzig                               |
| 44  | V     | Schkeuditz, Leipziger Straße 59, am Krankenhauseingang Altscherbitz Koordinaten: 51° 23′ 33,5″ N, 12° 14′ 0,6″ O |      | Generallieutenant von York, 21500 Mann                                                                                     | Letzte Rast der schlesischen Landwehr in der Nacht vom 15. zum 16. Oktober 1813 vor der Schlacht bei Möckern |
| 45  | V     | Probstheida, Prager Straße, gegenüber Einmündung Egon-Erwin-Kisch-Weg Koordinaten: 51° 18′ 58,8″ N, 12° 24′ 34,4″ O |      | Die verbündeten Monarchen beim Sturm auf Leipzig, 19. October 1813                                                         | Die Monarchen empfangen die Ratsdeputation, 19. October 1813                                                 |
| 46  | V     | Lindenthal, An der Hufschmiede, gegenüber der Einmündung Zum Apelstein Koordinaten: 51° 23′ 31,5″ N, 12° 20′ 28,5″ O Das Original steht am Torhaus Dölitz Koordinaten: 51° 17′ 15″ N, 12° 23′ 15,4″ O                       |      | GENERAL v. BLÜCHER, SCHLESISCHE ARMEE, 60000 MANN                                                                          | GEFECHTSSTAND SCHLACHT BEI MÖCKERN, 16. OKTOBER 1813                                                         |
| 47  | V     | Wachau, Auenhainer Allee / Oberer Rundweg Markkleeberger See (auf dem Gelände des Seeparks Auenhain) Koordinaten: 51° 15′ 46,7″ N, 12° 25′ 31,9″ O                                                                          |      | Feldmarschalleutnant Graf Weißenwolf, Österreich-Grenadier Division, 5320 Mann                                             | Schäferei Auenhain, 16. Okt. 1813                                                                            |
| 48  | N     | Sellerhausen, Riesaer Straße, im Friedhof Sellerhausen, 30 m vom Eingang Koordinaten: 51° 20′ 46,4″ N, 12° 26′ 17,6″ O |      | General Reynier, VII. Corps, General von Zeschau, sächsische Division, 3500 Mann, letzte Stellung                          | Schlacht bei Leipzig am 18. Oktober 1813                                                                     |
| 49  | N     | Markkleeberg-Ost, Dösener Straße, Am Friedhofseingang Koordinaten: 51° 16′ 36,8″ N, 12° 23′ 54,5″ O |      | IV. Kavalleriecorps Kellermann, 3000 Reiter                                                                                | Schlacht bei Wachau am 16. Oktober 1813                                                                      |
| 50  | V     | Markkleeberg, Kirchstraße, vor dem Torhaus Markkleeberg Koordinaten: 51° 16′ 39,5″ N, 12° 23′ 22,8″ O |      | Kaunitz-Inf.Reg. Nr. 20, 500 Mann                                                                                          | Gefecht um das Schloss Markkleeberg am 16. Oktober 1813                                                      |